# Liski (gmina Dołhobyczów)
Liski, stosowana też nazwa Liski Waręskie – wieś w Polsce położona w województwie lubelskim, w powiecie hrubieszowskim, w gminie Dołhobyczów.
W latach 1975–1998 miejscowość należała administracyjnie do województwa zamojskiego. 1 stycznia 1992 część wsi Liski (68,34 ha) włączono do gminy Telatyn.
Wieś jest sołectwem w gminie Dołhobyczów. W skład sołectwa Liski wchodzi także osada Białystok. Według Narodowego Spisu Powszechnego (III 2011 r.) liczyła 120 mieszkańców i była dwudziestą co do wielkości miejscowością gminy.
Wierni Kościoła rzymskokatolickiego należą do parafii św. Brata Alberta w Przewodowie.

## II wojna światowa
22 marca 1944 r. oddział AK spalił znaczną część wsi i zamordował 62 Ukraińców – w tym 43 miejscowych mieszkańców oraz 19 nieustalonych z nazwiska uciekinierów z innych miejscowości. Wśród zabitych było  co najmniej 16 kobiet i 9 dzieci).

## Kościół
W Liskach znajduje się zabytkowa drewniana cerkiew greckokatolicka z 1872 r. Już w 1875 r., wskutek likwidacji unickiej diecezji chełmskiej została zamieniona na cerkiew prawosławną. Później ponownie była to cerkiew greckokatolicka. Ostatnim greckokatolickim proboszczem (do 1947 r.) był Myrosław Ripeckyj. W 1938 r. oprócz 872 grekokatolików mieszkało 141 rzymskich katolików, 40 Żydów i 4 ewangelików. Obecnie świątynia jest filialnym kościołem rzymskokatolickim parafii w Przewodowie. Wewnątrz świątyni zachowała się polichromia z iluzjonistycznymi motywami architektonicznymi i przedstawieniami figuralnymi.